# HD 141353
HD 141353，又名BD+14 2940，SAO 101744、HR 5874，是一颗恒星，视星等为6，位于銀經24.09，銀緯46.75，其B1900.0坐标为赤經15h 43m 33.6s，赤緯+14° 46.75′ 58″。